# صحراء ناميب
صحراء ناميب (بالإنجليزية: Namib)‏، تعتبر صحراء ناميب أقدم صحاري العالم، وهي تمتد بمحاذاة ساحل جنوب أفريقيا الغربي وإلى حد بعيد داخل ناميبيا. تغطي هذه الصحراء، مساحة تزيد على 81,000 كم2، وهي ثاني أكبر صحاري إفريقيا بعد الصحراء الكبرى وهي تمتد من نهر الأورانج جنوبا إلى أنغولا شمالا، ويحدها غربا المحيط الأطلسي. وتكوّن المنحدرات الشديدة المعروفة بالانحدارات الناميبية الحدود الشرقية.

## التسمية
يعود تسمية صحراء ناميب (Namib) بلغة الناما إلى معنى المكان الواسع.[بحاجة لمصدر]

## الجغرافيا والجيولوجيا
يوجد في هذه الصحراء أعلى كثبان رملية في العالم، إذ يرتفع بعضها إلى أكثر من 400 م. وأطلق اسم ساحل سكلتون (الحطام) على الجزء الذي يكون المنطقة الشمالية حيث يوجد عدد كبير من هياكل السفن المحطمة هناك. يعتبر باحثو علم الأرض هذه الصحراء الأقدم في التاريخ ويزعمون أن عمرها يعود إلى ما قبل 80 مليون سنة ويضيفونها إلى صفيحة جنوب أفريقيا. وتم اكتشاف الألماس سنة 1904، ولا يزال يُستخرج من شواطئها حتى الآن غير أن مستوطنات مناجم الألماس القديمة أمثال كولمان سكوب إليزابيث باي، أصبحت اليوم أطلالا تغطيها الرمال الزاحفة.[بحاجة لمصدر]

## الطقس
يتميز طقس صحراء ناميب بالقسوة، وتطغى عليه غشاوة من الضباب الدائم، إلا أن المطر قليل. إذ يستقبل الشريط الساحلي أمطارًا تقل عن سنتيمترين سنويا.[بحاجة لمصدر]

## الأماكن البارزة
- سواكوب موند
- والفس باي
- لودريتز
- أورانج موند.
- ساحل سكلتون
- وادي القمر
- يوجنفيلز
- سيسريم
- سوليتير
- سوسوسفلي
  - الكثيب 45
  - ديدفلي
  - هيدنفلي
- سبيتزكوب
- سهول ويلويتشيا

## صور

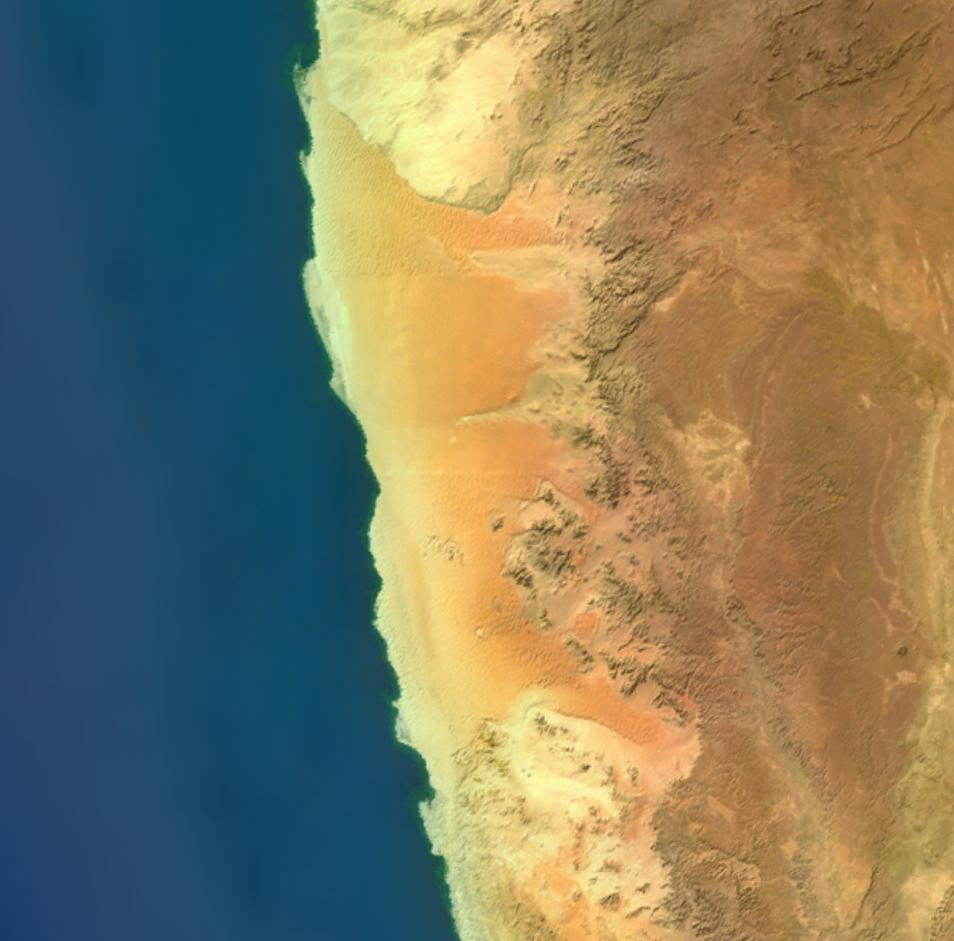
صورة لبحر الرمال ناميب بواسطة قمر صناعي لناسا ورلد ويند.
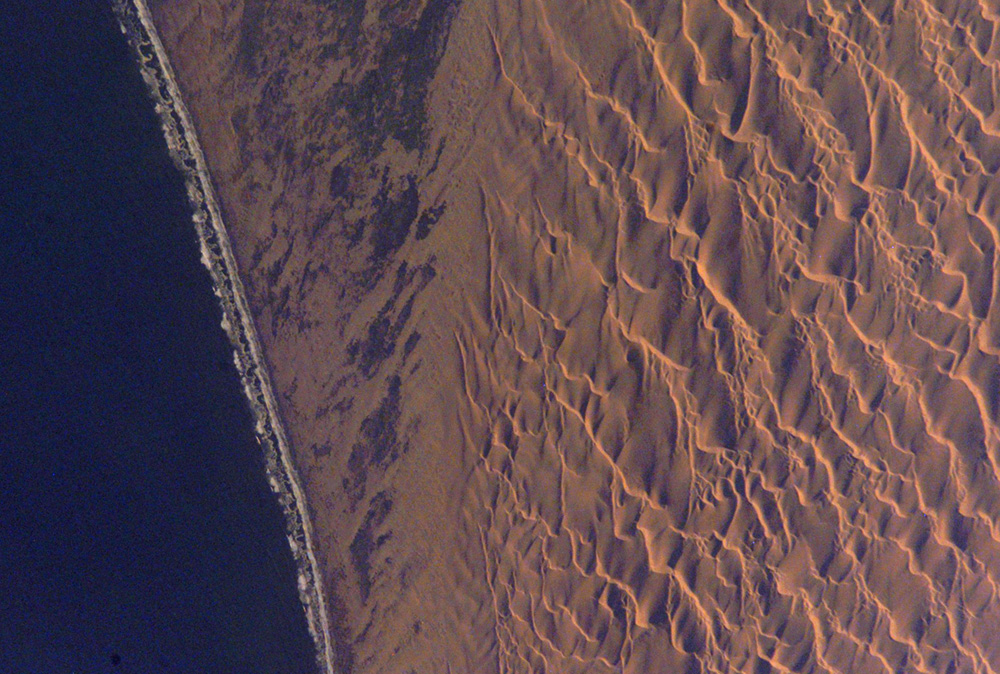
بحر الكثبان الرملية لصحراء ناميب.
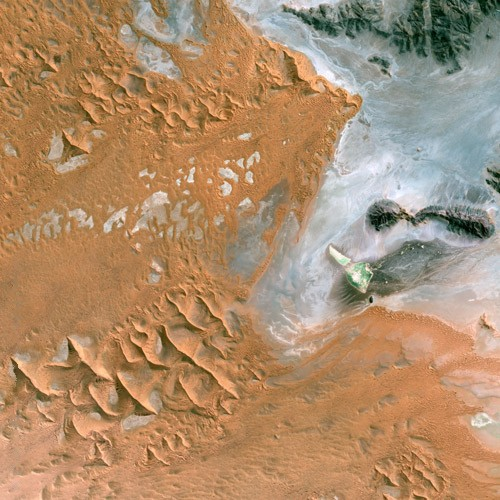
منظر لصحراء ناميب من القمر الصناعي سبوت
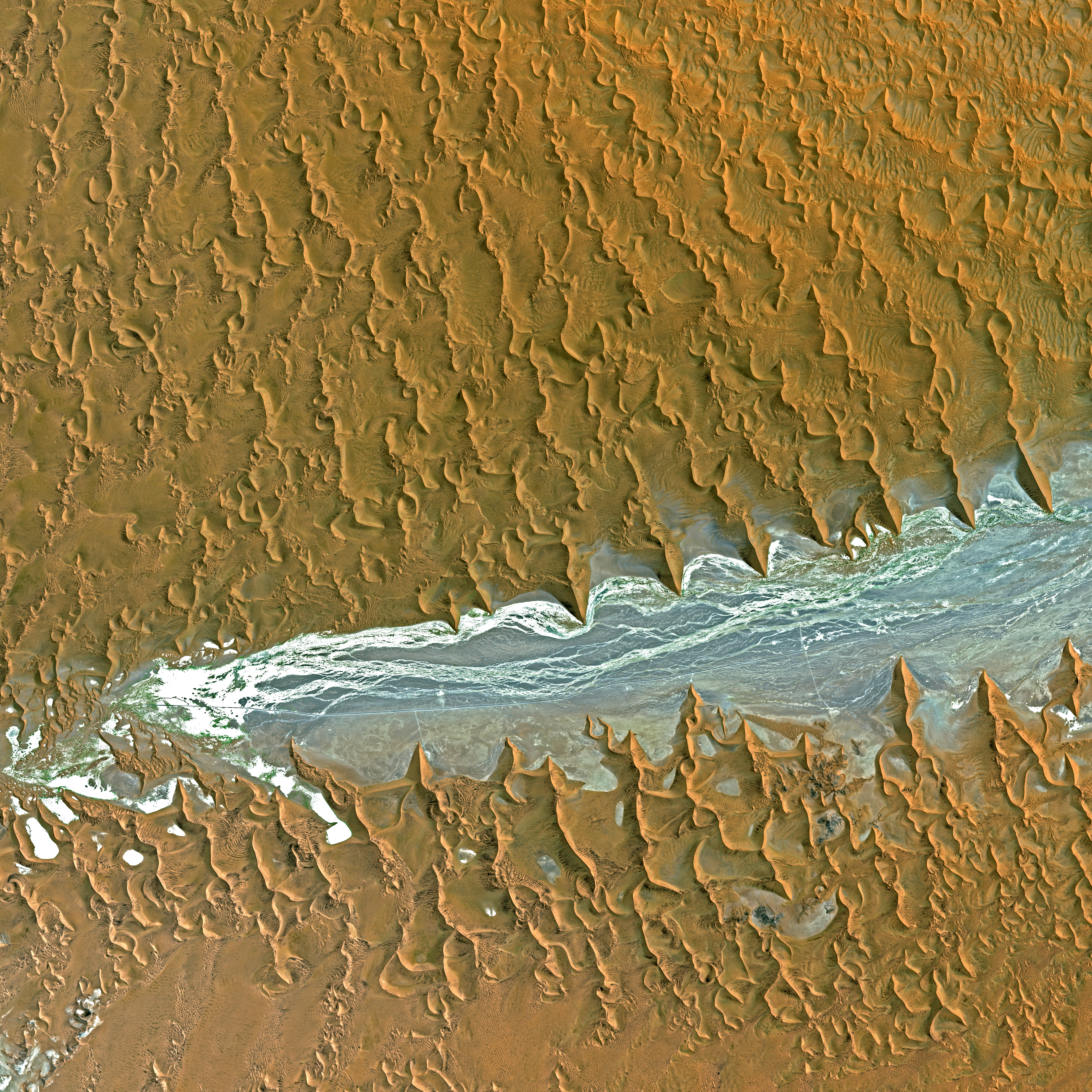
منظر لصحراء ناميب من القمر الصناعي سبوت
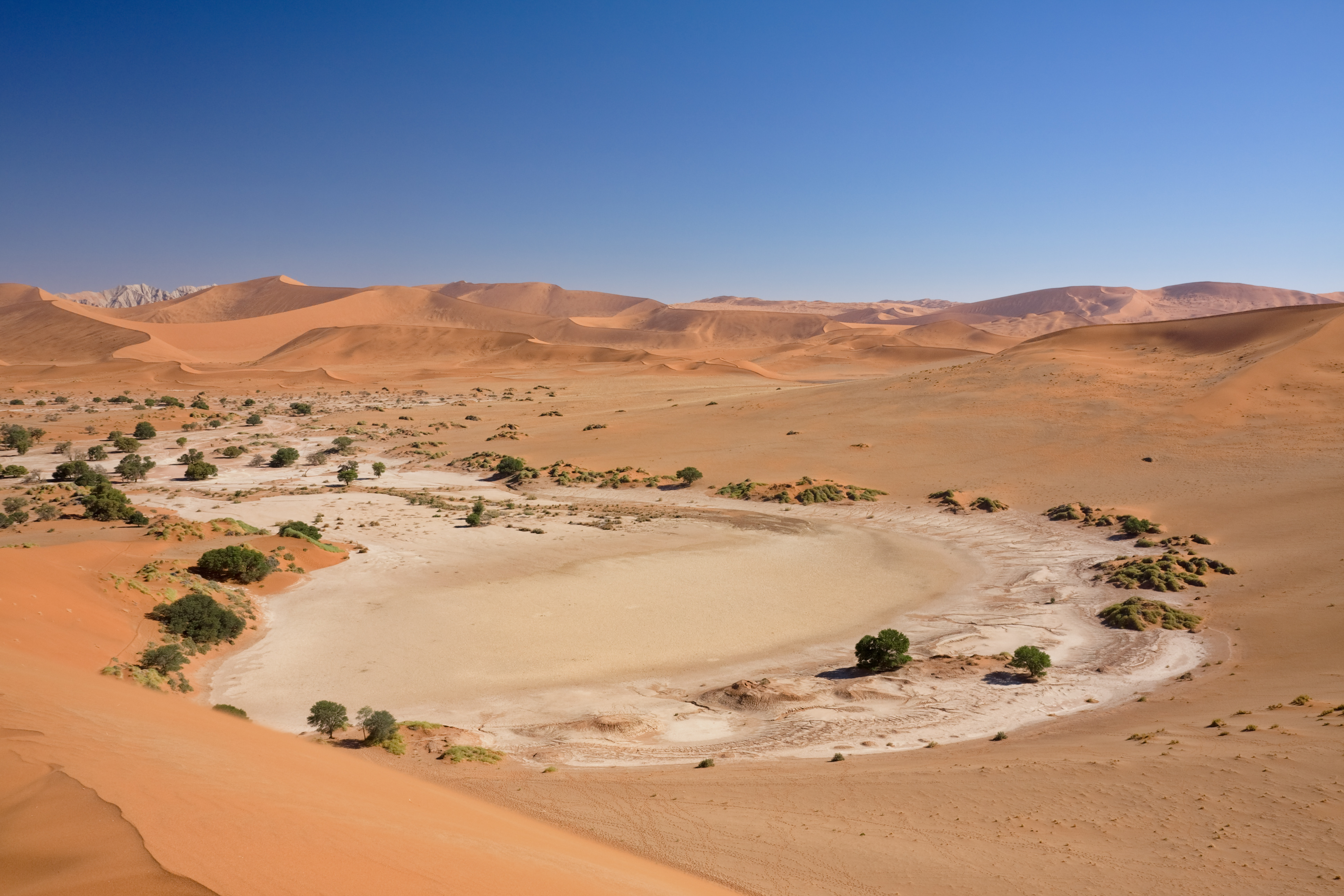
سوسوسفلي، احدةأهم مناطق الجذب السياحي في ناميب، وهي عبارة عن الملح والطين تحيط بها الكثبان الرملية الكبيرة. المسطحات هنا كان سببها تيار تاسوشاب بعد هطول أمطار الصيف.
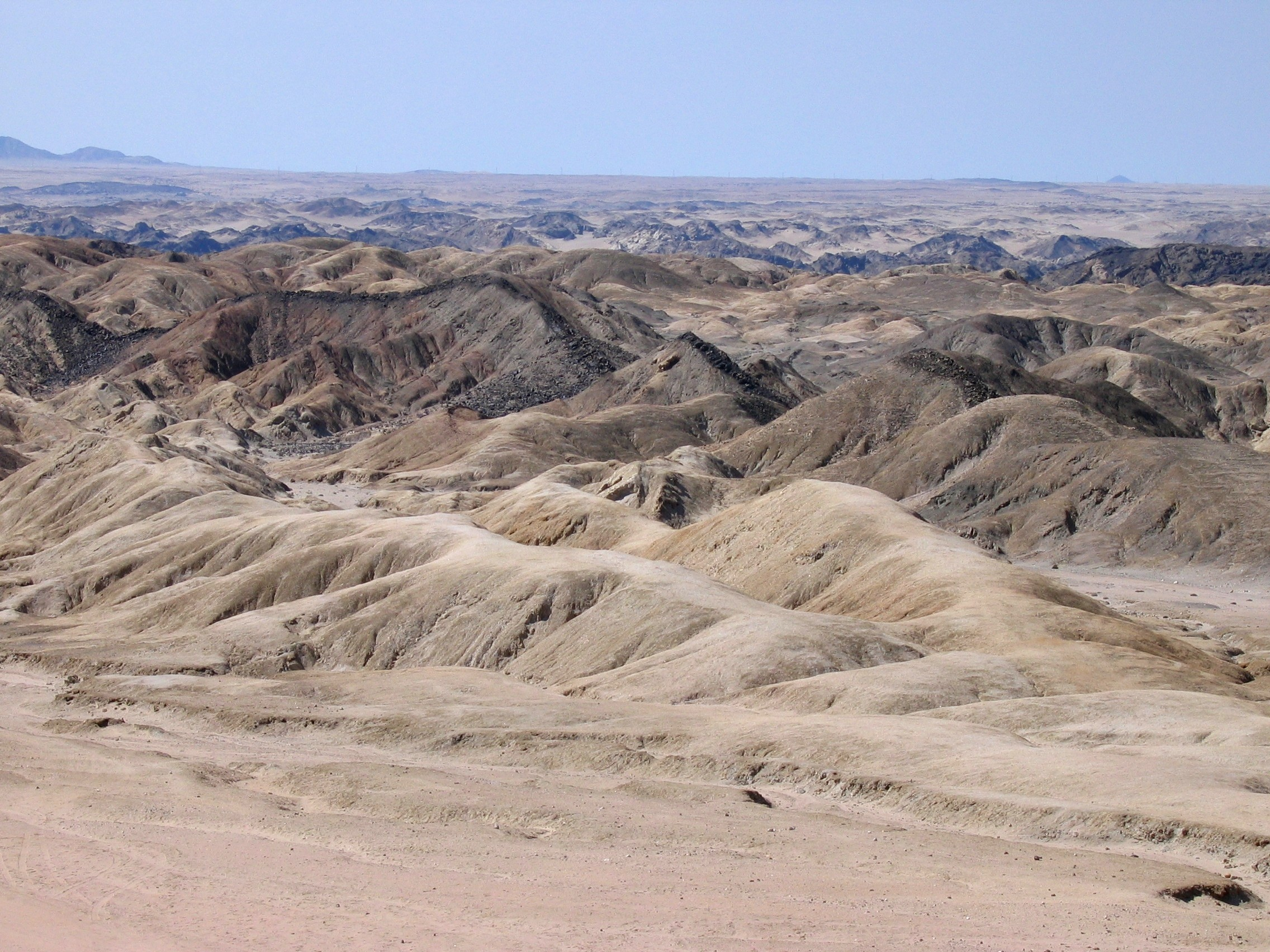
منطقة تعرف باسم "ارض القمر"
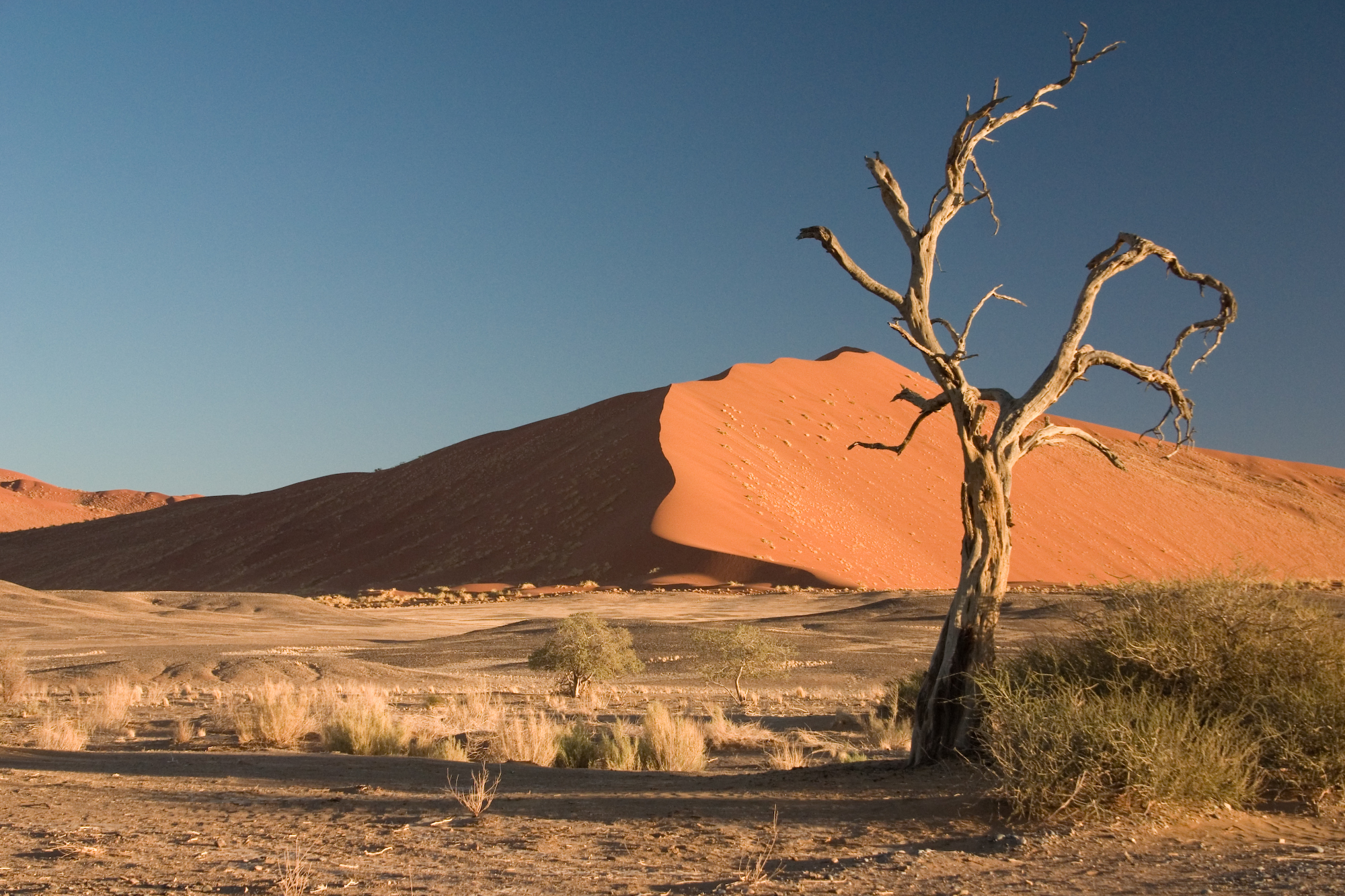
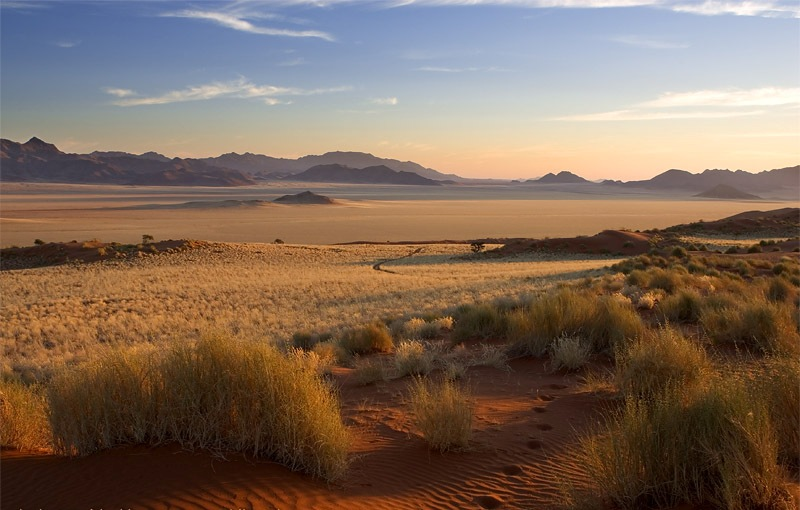
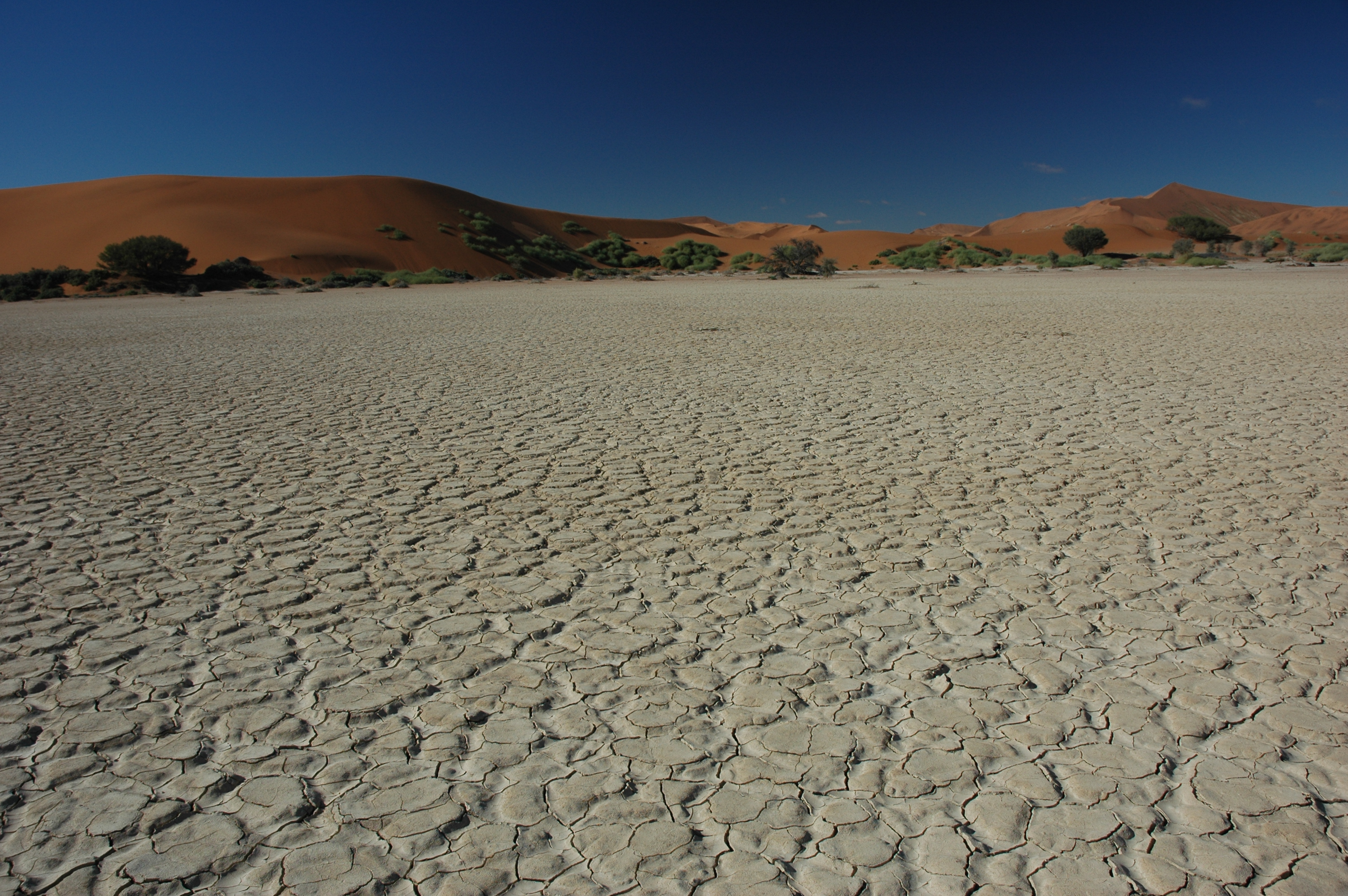